# Симон, Эрик
Эрик Симон (нем. Erik Simon) (род. 1950) — немецкий писатель-фантаст, критик, редактор.

## Биография
Родился в Дрездене. Учился на электромонтёра, затем изучал физику в Дрезденском техническом университете. Параллельно учёбе окончил курсы переводчиков. Работал некоторое время инженером на бетонном заводе, в 1974 году стал редактором научной фантастики и детективной литературы социалистических стран (затем — только НФ) в издательстве «Дас Нойе Берлин» («Das Neue Berlin»). 
В молодости был членом «Клуба Станислава Лема», где начал писать рассказы. В 1977 году издал сборник научно-фантастических рассказов «Первые путешествия во Времени» (Die ersten Zeitreisen) в соавторстве с Райнхардом Хайнрихом (Reinhard Heinrich). Затем в ГДР вышли сборники «Чужие звёзды» (Fremde Sterne) (1979) и «Лунные фантомы, посетители Земли» (Mondphantome Erdbesucher) (1987).
Являлся постоянным составителем альманаха фантастики ГДР «Световой год» (Lichtjahr). Издавал многочисленные эссе и статьи по фантастике, а также томик сатирических стихотворений. Писатель был также составителем многих научно-фантастических сборников и переводчиком художественной литературы с разных языков. Вместе с Олафом Р. Шпиттелем издал обширный справочник по научной фантастике ГДР. Один из соавторов библиографии всей научной фантастики, изданной в ГДР (2002).
В 1991 году писатель уволился из издательства, стал заниматься профессиональным переводом. Изредка работает внештатным редактором (в том числе девяти романов Сергея Лукьяненко и книг братьев Стругацких), В 2016 году ушёл на пенсию.

## Творчество
Опубликовал более 100 фантастических рассказов (в том числе сказки и баллады). В издательстве «Shayol» в 2002—2014 годах вышло 5 томов собрания сочинений писателя, из них первые четыре – «Созвездия» (Sternbilder), «Лунные мистерии» (Mondmysterien), «Путешествия по временам» (Reisen von Zeit zu Zeit, в соавторстве с Р. Хайнрихом), «Машины времени, зеркальные миры» (Zeitmaschinen, Spiegelwelten).
Пятый и шестой тома, роман «Одиссея по червоточинам» (Die Wurmloch-Odyssee), сборник рассказов «Легче вакуума» (Leichter als Vakuum) написаны писателем совместно с Ангелой и Карлхайнцом Штайнмюллерами.
Сборники рассказов писателя публиковались на польском, шведском, болгарском и чешском языках; отдельные рассказы и статьи — на дюжине других языков. Рассказ «Полезные сведения о планете Икар» (Wissenswertes über den Planeten Ikaros) представлял фантастику ГДР в 6-м томе хрестоматии «Дорога к научной фантастике» (The Road to Science Fiction) (1998), составленной Дж. Ганном (James Gunn).

## Награды
- 1987 — Премия Европейского общества научной фантастики «Еврокон» (составление альманахов «Световой год»)
- 1989 — Медаль имени Вильгельма Браке от Биржевого сообщества книжных торговцев (Лейпциг) (работа редактором)
- 1990 — Премия «Фабрикант сновидений» от берлинского клуба любителей фантастики «Андимон» с участием всего фэндома ГДР в номинации «Специальная премия» (составление вместе с Олафом Шпиттелем справочника «Научная фантастика ГДР: авторы и произведения»)
- 1992 — Премия Курда Лассвица (рассказ «От времени, от воспоминания»)
- 1994 — Премия Курда Лассвица (рассказ «Легче вакуума» в соавторстве с Ангелой и Карлхайнцом Штайнмюллерами под общим псевдонимом «Симон Цвиштайн» (Simon Zwystein))
- 1995 — Премия Курда Лассвица (перевод романа Вернора Винджа «Пламя над бездной»)
- 1999 — Премия Курда Лассвица в номинации «Специальная премия» вместе с лейпцигским клубом любителей фантастики («за финансовый риск при выпуске антологии «Световой год 7» и за её составление»)
- 2002 — Премия Курда Лассвица (рассказ «Конец игре, — сказало болото»)
- 2004 — Премия «Булгакон» (продвижение болгарской фантастики за рубежом)
- 2009 — Премия «Балткон» (перевод с русского языка на немецкий романа С. Витицкого «Бессильные мира сего»)